# Starlin Castro
Starlin DeJesus Castro (né le 24 mars 1990 à Monte Cristi, République dominicaine) est un joueur de deuxième but de la Ligue majeure de baseball.
Il représente 3 fois au match des étoiles les Cubs de Chicago, pour qui il évolue de 2010 à  2015, d'abord comme joueur d'arrêt-court et ensuite de deuxième but. Il joue ensuite deux saisons chez les Yankees de New York, qu'il représente au match d'étoiles en 2017.

## Carrière

### Cubs de Chicago
Starlin Castro signe un contrat en 2006 avec les Cubs de Chicago. 

#### Saison 2010

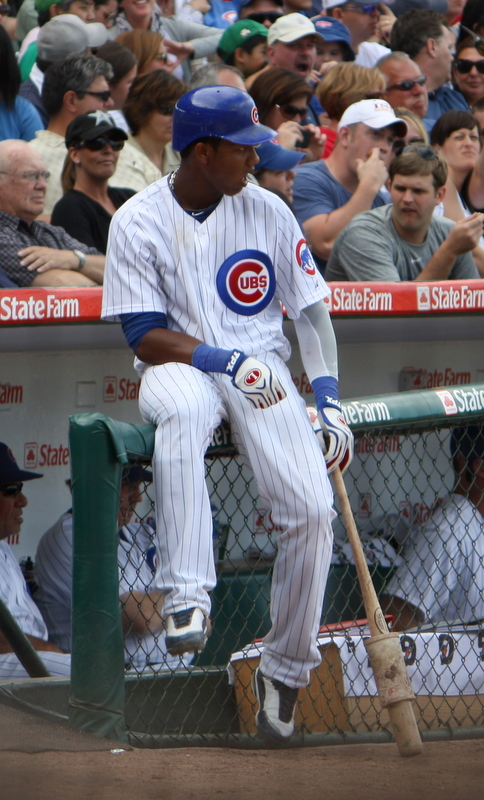
Starlin Castro en 2010 avec les Cubs de Chicago.

Il fait des débuts remarqués dans les Ligues majeures le 7 mai 2010 alors que les Cubs rendent visite aux Reds de Cincinnati. Âgé de 20 ans, il est le plus jeune arrêt-court de l'histoire de la franchise à son entrée sur le terrain, et il établit un nouveau record des majeures en totalisant six points produits à son premier match en carrière. À sa première présence au bâton dans les majeures, en deuxième manche, Castro canonne un circuit de trois points aux dépens du partant des Reds, Homer Bailey, et ajoute un triple avec les buts remplis en cinquième.
Starlin Castro est aussi le premier joueur né dans les années 1990 à apparaître dans une partie des Ligues majeures. Il est le plus jeune joueur à faire ses débuts dans les majeures en 2010.
Il frappe pour ,300 en 125 parties durant la saison 2010, avec une récolte de 139 coups sûrs, dont 31 doubles, et 41 points produits. Au vote déterminant la recrue de l'année dans la Ligue nationale, il termine cinquième.

#### Saison 2011
Il reçoit en juillet 2011 sa première invitation au match des étoiles du baseball majeur et est le seul représentant des Cubs à cette partie. Il mène la Ligue nationale et est 4e dans les majeures en 2011 pour les coups sûrs, avec 207, et pour les simples avec 152. Il frappe 10 circuits, produit 66 points et réussit 22 vols de buts. Il est aussi le meilleur des Cubs pour les points marqués (91), les doubles (36), les triples (9) et la moyenne au bâton (,307). Castro est le joueur comptant le plus d'apparitions officielles au bâton dans la Ligue nationale en 2011 avec 674, soit 3 de moins que le meneur des majeures Ichiro Suzuki.

#### Saison 2012
Le 28 août 2012, Castro signe une prolongation de contrat de 60 millions de dollars pour 7 saisons avec les Cubs. Il joue tous les matchs (162) de la saison 2012 des Cubs de Chicago et est le joueur de la Ligue nationale qui compte le plus de présences officielles au bâton (646). Castro frappe pour ,283 de moyenne avec 14 circuits et 78 points produits, des records pour lui. Il compte 183 coups sûrs dont 12 triples, le second plus haut total des majeures après Angel Pagan des Giants de San Francisco. Il réussit 22 vols de buts mais est le joueur des majeures le plus souvent retiré en tentative de vol, soit 13 fois. Il est invité au match des étoiles 2012 pour la 2e fois en deux ans.

#### Saison 2013
En 2013, Castro mène la Ligue nationale pour les présences officielles au bâton (666) pour une 3e année de suite mais ses performances offensives sont à la baisse. En 161 parties jouées, il récolte 163 coups sûrs, dont 34 doubles, deux triples et 10 circuits, pour une moyenne au bâton de ,245. Sa moyenne de présence sur les buts se chiffre à ,284 et est en baisse pour la 3e année de suite. Il produit 44 points, en marque 59 et ne réussit que 9 vols de buts.

#### Saison 2014

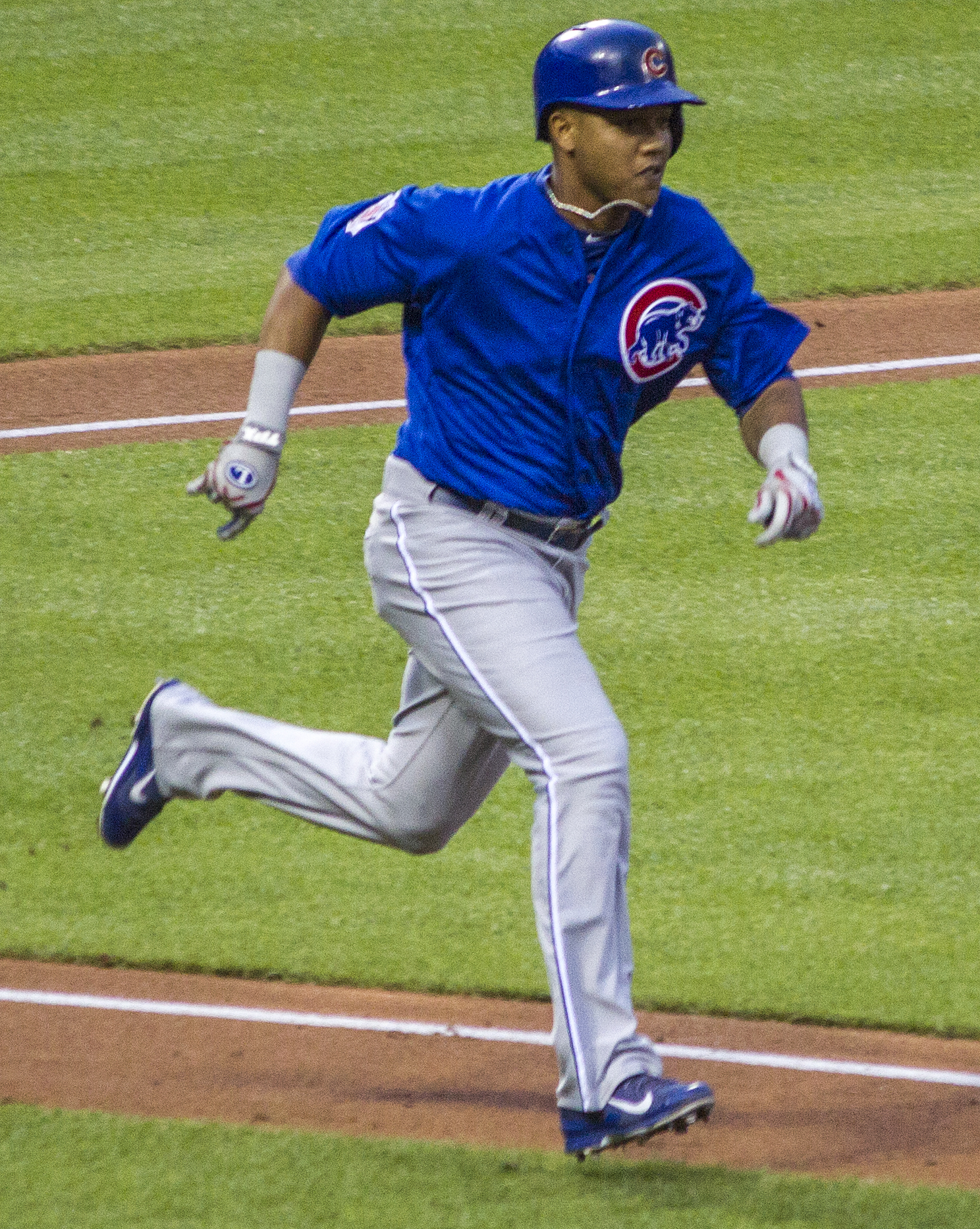
Starlin Castro en 2014.

Après une bonne première demie de saison 2014, Castro reçoit sa 3e invitation au match des étoiles. Il mène les Cubs en 2014 pour les coups sûrs (154) et les doubles (33). Il maintient une moyenne au bâton de ,292 en 134 matchs  avec 65 points produits. Il égale son record personnel de circuits, avec 14.

#### Saison 2015
Les insuccès de Castro en offensive au cours de la saison 2015 incitent au début août le gérant des Cubs, Joe Maddon, à le retirer de sa formation. Il se ressaisit cependant et termine la campagne en force. Réinséré dans l'alignement par Maddon, il frappe pour ,353 de moyenne au bâton du 14 août au dernier match de la saison. Il termine l'année avec 145 coups sûrs, 11 circuits, 69 points produits et une moyenne au bâton de ,265. Sa moyenne de présence sur les buts est faible et se chiffre à ,296. À son retour après avoir été puni par l'entraîneur, Castro ne joue qu'au deuxième but, son ancien poste à l'arrêt-court étant confié à Addison Russell, une recrue.
Castro participe aux éliminatoires pour la première fois de sa carrière à l'automne 2015, mais ne frappe que pour ,176 de moyenne au bâton en 9 matchs. Il réussit un circuit dans le 3e match de la Série de division le 12 octobre 2015 contre les Cardinals de Saint-Louis, aidant les Cubs à établir un nouveau record des majeures avec 6 circuits dans un même match éliminatoire.

### Yankees de New York
Le 8 décembre 2015, le même jour où les Cubs de Chicago mettent sous contrat Ben Zobrist, Starlin Castro est échangé aux Yankees de New York contre le lanceur droitier Adam Warren et le joueur de champ intérieur Brendan Ryan.

### Marlins de Miami
Le 11 décembre 2017, Castro est avec le lanceur droitier Jorge Guzmán et le joueur de champ intérieur José Devers échangé des Yankees aux Marlins de Miami en retour du joueur de champ extérieur Giancarlo Stanton.